# Phyllophaga scuticeps
Phyllophaga scuticeps är en skalbaggsart som beskrevs av Bates 1888. Phyllophaga scuticeps ingår i släktet Phyllophaga och familjen Melolonthidae. Inga underarter finns listade i Catalogue of Life.